# Wirtschaftsgeflügel

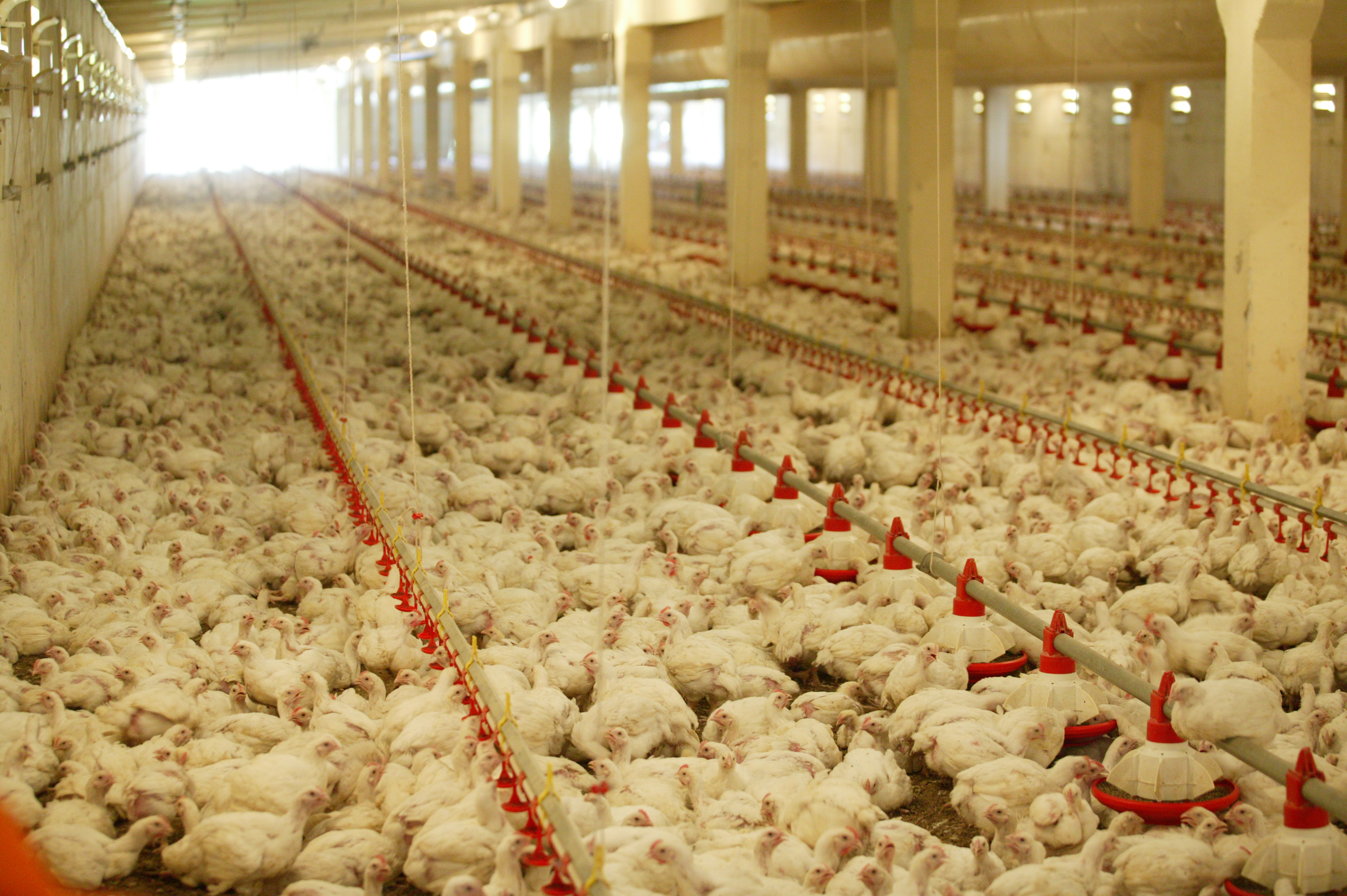
Mastgeflügel in Russland

Als Wirtschaftsgeflügel wird in der Viehwirtschaft Geflügel zur Fleisch- und Ei-Erzeugung bezeichnet (→ Geflügelproduktion). Die Züchtung des Wirtschaftsgeflügels kann sowohl in Reinzucht als auch durch Kreuzungen erfolgen.
In der Geflügelmast und als Legehennen werden meist Hybridhühner eingesetzt. Im Ökolandbau wird vermehrt auch auf Zweinutzungsrassen mit erhöhten Produktionskosten für Fleisch und Ei zurückgegriffen.